# Municipio de Cumberland (condado de Greene)
El municipio de Cumberland (en inglés: Cumberland Township) es un municipio ubicado en el condado de Greene en el estado estadounidense de Pensilvania. En el año 2000 tenía una población de 6.564 habitantes y una densidad poblacional de 66 personas por km².

## Geografía
El municipio de Cumberland se encuentra ubicado en las coordenadas 39°53′23″N 80°00′59″O / 39.88972, -80.01639.

## Demografía
Según la Oficina del Censo en 2000 los ingresos medios por hogar en la localidad eran de $26,834 y los ingresos medios por familia eran de $36,188. Los hombres tenían unos ingresos medios de $36,439 frente a los $22,344 para las mujeres. La renta per cápita de la localidad era de $15,293. Alrededor del 19,4% de la población estaba por debajo del umbral de pobreza.